# Сон Едуард Васильович
Едуард Васильович Сон (каз. Эдуард Васильевич Сон, нар. 18 серпня 1964, Караганда) — радянський та казахський футболіст, що грав на позиції нападника. Майстер спорту СРСР (1988).
Виступав, зокрема, за клуб «Дніпро» (Дніпропетровськ), у складі якого став чемпіоном та володарем Кубка СРСР, а також найкращим бомбардиром клубу у сезоні.

## Ігрова кар'єра
Почав займатися футболом у групі підготовки карагандинського «Шахтаря» у Серіка Бердаліна, з 1979 року навчався в спортінтернаті в Алма-Аті.
1980 року був запрошений до «Кайрата». Перші три сезони грав у дублі, а у 1983–1985 роках виступав за основний склад, зігравши за цей час 31 гру, в якій забив 2 голи.
Армійську службу проходив в 1986–1987 роках в смоленській «Іскрі», з якою перший сезон грав у Першій лізі, а другий — у Другій.
1987 року, після кубкового матчу проти нікопольського «Колоса», вирішив прийняти пропозицію дніпропетровського «Дніпра». У новому клубі Сон розраховував на місце нападника, але через високу конкуренцію був переведений Кучеревським на місце лівого півзахисника. У першому сезоні за новий клуб зіграв 29 матчів забив 8 м'ячів.
У команді провів 4 сезони, став чемпіоном та володарем Кубка СРСР, грав у єврокубках. У сезоні 1990 року став найкращим бомбардиром клубу, забивши 10 м'ячів у 23 матчах
1991 року виїхав до Франції, де виступав за команду другого дивізіону «Газелек». З французьким клубом був укладений контракт на 4 роки. У першому сезоні отримав травму хрестоподібних зв'язок та меніска. Більше півроку лікувався, з гри вибув на 9 місяців. Після такої серйозної травми клуб хотів розірвати зі ним контракт, але Сон наполегливою працею довів свою необхідність команді і у другому сезоні став найкращим бомбардиром команди. Однак клуб втратив професійний статус вилетівши з Ліги 2, що стало причиною розриву контракту. 
1993 року прийняв пропозицію клубу Ліги 3 «Перпіньяна». У складі нової команди зайняв 1-е місце в лізі і став найкращим бомбардиром з 14 м'ячами. Сон розраховував продовжити контракт ще на два роки, але після повернення з відпустки виявилося, що у «Перпіньяна» бюджет не дозволяє тримати команду в другому дивізіоні. На зниження зарплати Сон не погодився і клуб розірвав контракт з нападником.
Після цього Сон намагався влаштуватися в Ізраїлі, але достатньо скоро повернувся до Франції. Після зустрічі з президентом аматорського клубу «Руан», прийняв запрошення виступати за цю команду. До 1998 грав за «Руан», паралельно займаючись бізнесом.

## Збірна
Виступав за юнацькі та молодіжну збірні СРСР з 1980 по 1985 роки.

## Після завершення кар'єри
Живе в Руані, власник фірми з текстильної промисловості.

## Досягнення
- Чемпіон СРСР: 1988
- Віце-чемпіон СРСР: 1989
- Володар Кубка СРСР: 1988/89
- Володар Кубка сезону СРСР: 1988
- Володар Кубка Федерації футболу СРСР: 1989

### Індивідуальні
- Майстер спорту СРСР: 1988
- Найкращий бомбардир «Дніпра»: 1990

## Приватне життя
З дружиною Мариною познайомився в Смоленську. Старший син — Євген (1989 р., названий на честь колишнього тренера «Дніпра» Євгена Кучеревського), молодший — Андрій (1993 р.н..).